# Audi PB18 e-tron
L'Audi PB18 e-tron est à l'origine un concept-car de break de chasse électrique du constructeur automobile allemand Audi, produit ensuite par le constructeur en une série de 50 exemplaires.

## Présentation
Le concept-car Audi PB18 e-tron doit son nom au lieu où il est exposé, le concours d'élégance de Pebble Beach 2018, et il rend hommage à la LMP1 d'endurance de la marque aux anneaux la R18 e-tron à motorisation hybride.
En janvier 2019, le constructeur aux anneaux annonce la production de son concept-car pour une petite série limitée de cinquante exemplaires.

## Caractéristiques électriques
À l'origine, la PB18 e-tron est une monoplace, mais son poste de pilotage est composé d'un cockpit mobile pouvant se déplacer latéralement qui permet ainsi d'installer un fauteuil d’appoint pour recevoir un passager. La direction et le pédalier sont sans liaison mécanique grâce à la technologie by-wire.

### Motorisation
La PB18 e-tron est un véhicule zéro émission équipé de trois moteurs électrique. Un à l'avant d'une puissance de 150 kW (204 ch) monté sur l'essieu avant entraînant les roues avant, et de deux moteurs de 225 kW (306 ch) chacun montés dans les roues arrière. En transmission intégrale, la puissance totale est de 500 kW (680 ch), voire de 570 kW (775 ch) avec un mode boost temporaire, qui fait passer le couple de 680 à 830 N m.
|                               | Audi PB18 e-tron                 |
| Moteur avant kW (ch)          | 150 (204)                        |
| Moteur arrière kW (ch)        | 450 (612)                        |
| Puissance maxi ch (kW)        | 680 (450) 775 (570) (mode boost) |
| Couple maxi (N m)             | 550 830 (mode boost)             |
| Capacité de la batterie (kWh) | 95                               |
| Transmission                  | Intégrale                        |
| Vitesse maxi (km/h)           | > 400                            |
| 0-100 km/h (s)                | 2.0                              |
| Masse à vide (kg EU)          | 1 550                            |

## Galerie d'images

Audi PB18 e-tron au Mondial de l'Auto 2018
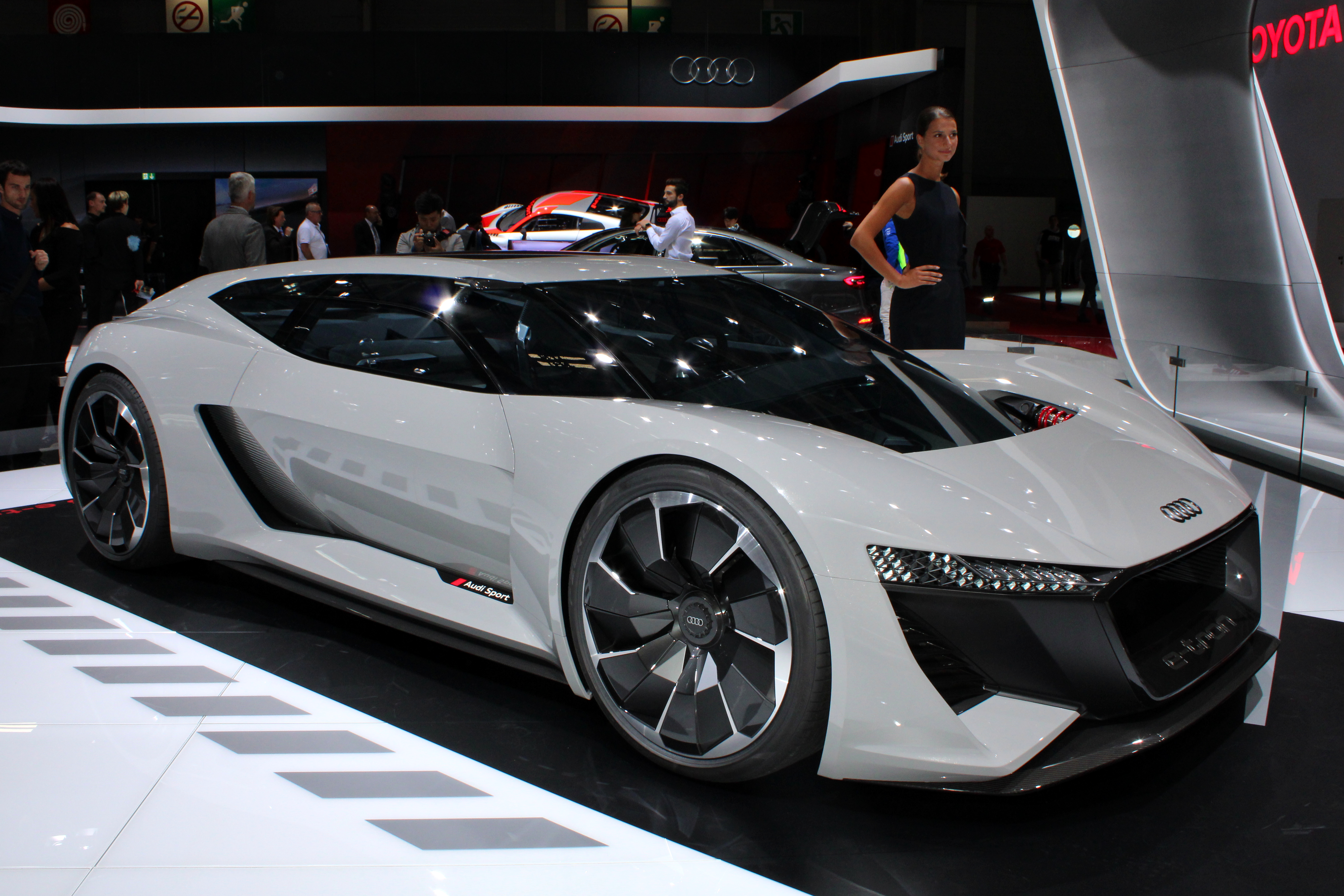
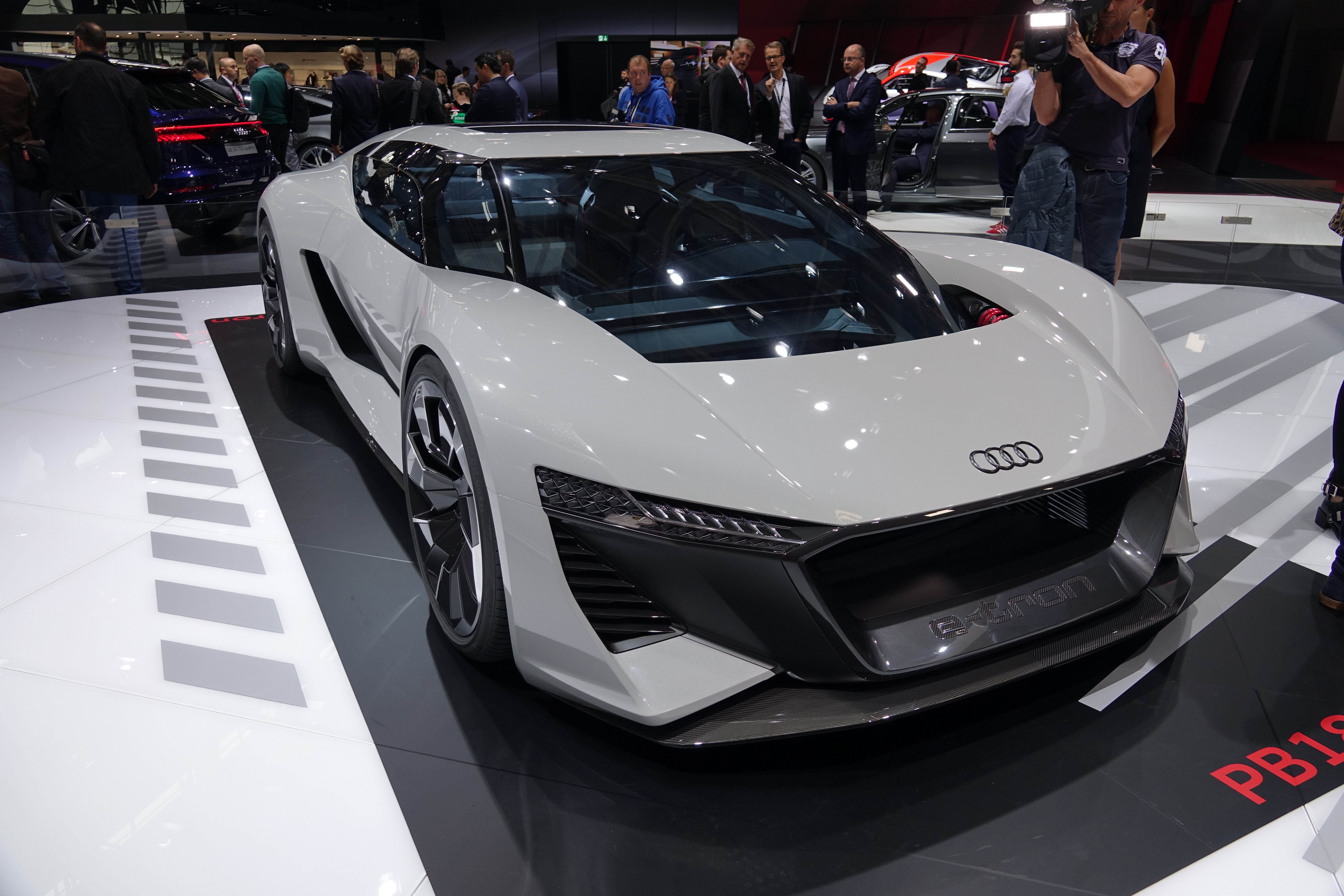
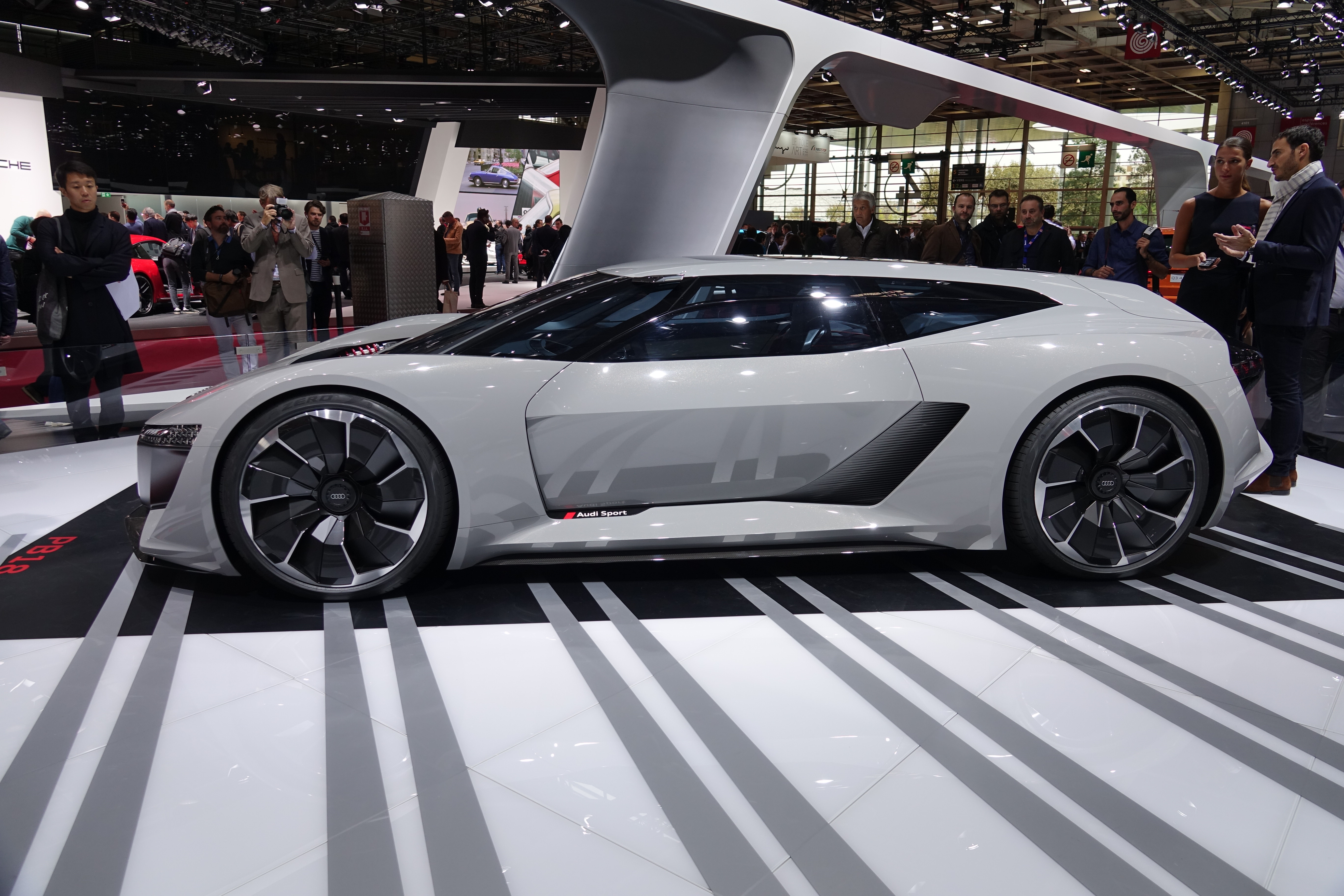
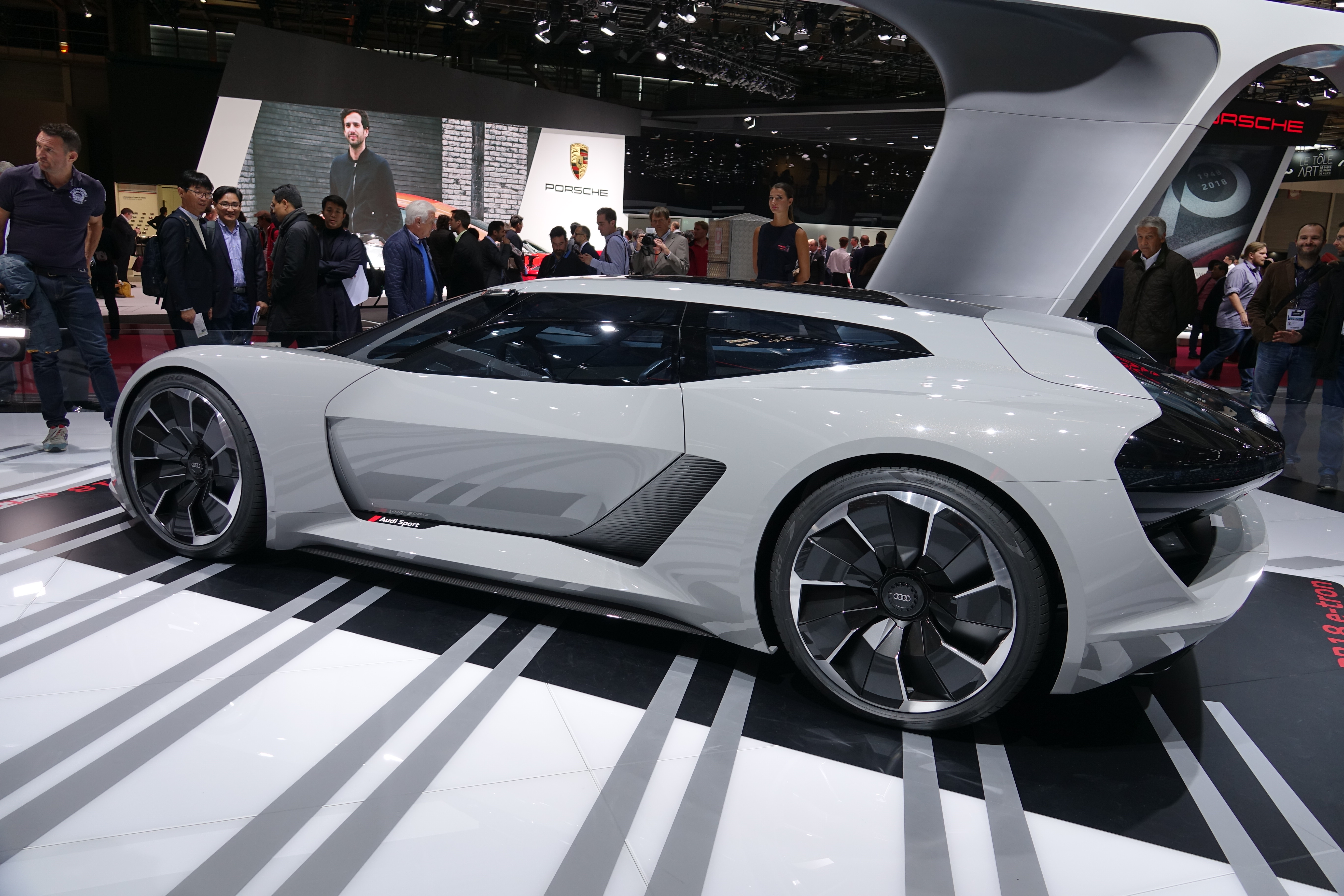
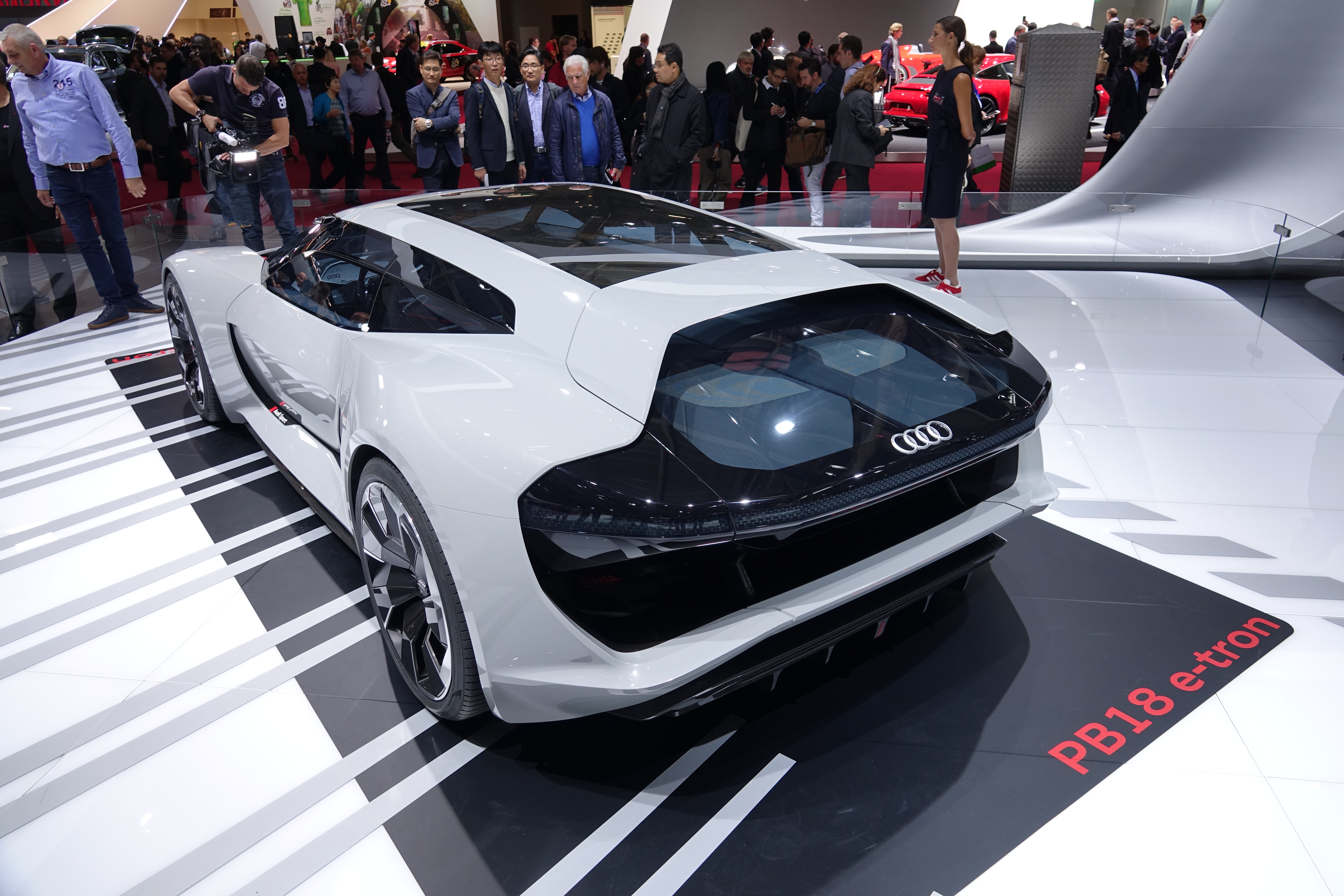
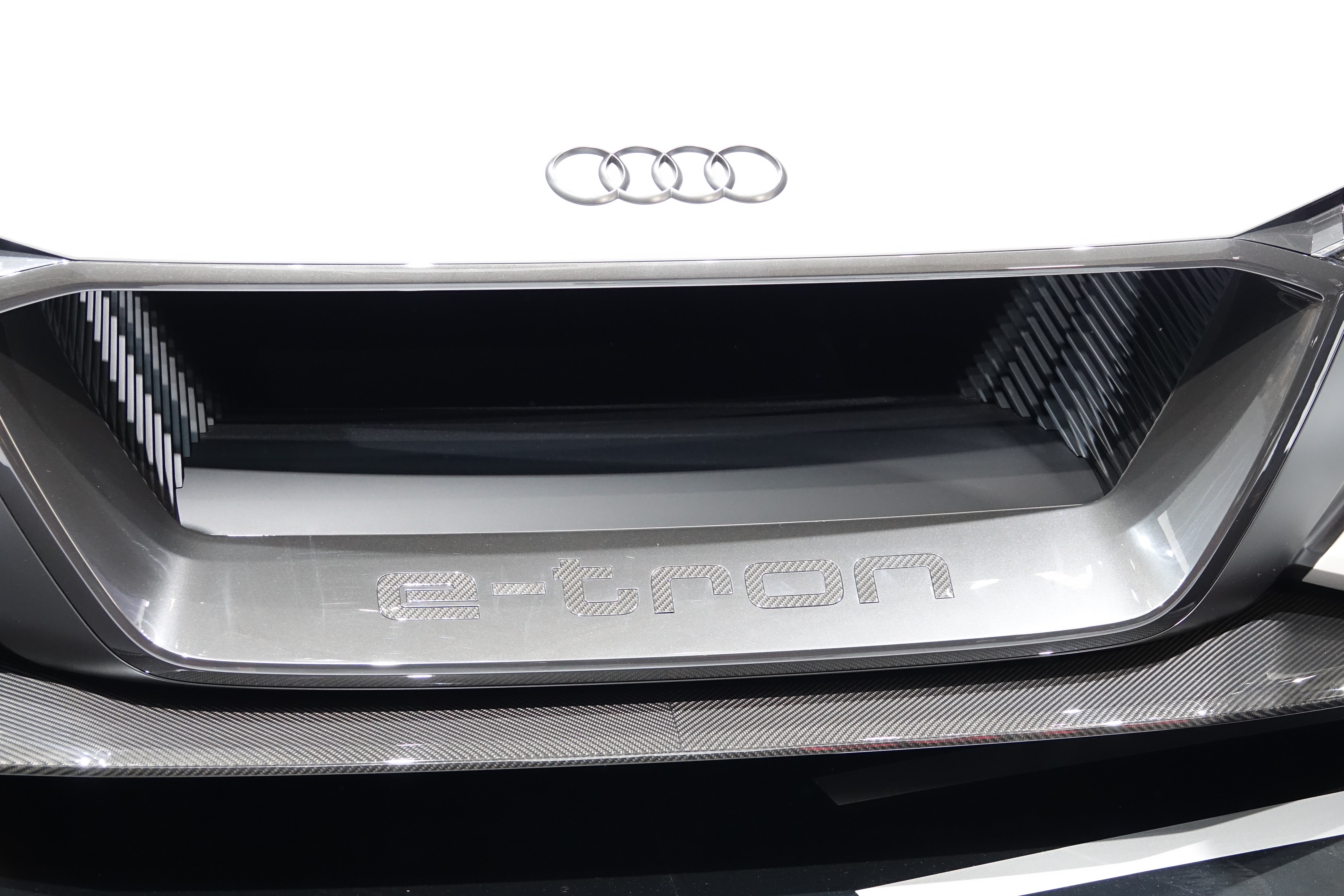